# Martín Fierro (poemat)
El Gaucho Martin Fierro – argentyńska epopeja narodowa przedstawiająca życie gaucho napisana przez José Hernándeza w 1872.

## Tłumaczenia
- W 2017 roku Agata Kornacka zaprezentowała swoje tłumaczenie książki na język polski.[1]

## Referencje
- Polskie tłumaczenie - Henryk Mackiewicz

- Gauczo Martin Fierro / José Hernández ; tł. Agaty Kornackiej ; z il. Mariusza Nartowskiego. / José Hernández ; tł. Agaty Kornackiej ; z il. Mariusza Nartowskiego, Warszawa : Muzeum Historii Polskiego Ruchu Ludowego : Instytut Studiów Iberyjskich i Iberoamerykańskich UW, 2015.

- Gauczo Martin Fierro ; i Powrót Martina Fierro / José Hernández ; tł. Henryk Mackiewicz ; SIM Servico de Información de Mercados [et al.]. / José Hernández ; tł. Henryk Mackiewicz ; SIM Servico de Información de Mercados [et al.] [Buenos Aires] : Edic. del Aguila Coronada, 1990. Pamiątkowe wyd. z okazji wizyty Prezydenta Argentyny Carlos Saúl Menem w Polsce, 22 i 23 października 1990

- Kontynenty (miesięcznik geograficzny) w numerze 7 opublikował fragmenty przekładu Józefy Radzymińskiej